# Канал
 Тази статия е за изкуствените водни пътища.  За други значения вижте Канал (пояснение).  
Каналите са изкуствени водни пътища, обикновено свързващи съществуващи езера, реки или морета. Напоителните и отводнителните канали са предназначени за транспортиране на вода и исторически предшестват плавателните канали, използвани от кораби и други плавателни съдове.
Най-старите известни канали са строени в Месопотамия около 4000 пр.н.е. Големият китайски канал е най-големият канал в античността. След 14 век с мрежа от канали се отводняват големи райони в Нидерландия. В началото на Индустриалната революция каналите са важно средство за транспорт на стоки и суровини преди развитието на железниците.
През 19 век конкуренцията на железопътната мрежа, а през 20 век и на пътищата правят каналите неудачни за масов транспорт и много от тях западат. Съвременна тенденция в някои области на Западна Европа е живописни канали от зората на индустриализацията да се обновяват и да се използват за разходки с лодки.

## Видове канали
В зависимост от предназначението им каналите се делят на водносилови, напоителни, отводнителни, плавателни, за сваляне на дървен материал, рибовъдни, за спортни цели и комбинирани. Скоростта на водата в напоителните канали е по-малка от тази на силодобивните: тя се движи в границите от 0,5 m/s до 2 m/s. При по-малки скорости има опасност от затлачване и обрасване с растителност, а при по-голяма скорост – от разрушаване на стените и дъното на канала. При по-големи скорости е необходимо да се направи облицовка на канала. Облицовка се направи и при големи загуби на вода по трасето.
Поливните канали са надземни и подземни. Така например от язовир Копринка до Стара Загора е изграден главният канал на напоителната система за напояване на полетата край Стара Загора с дължина 26 km, който минава и под Средна гора в тунел с дължина 13 km. В Стара Загора поради по-малката надморска височина е изградена ВЕЦ.
Плавателните канали могат да бъдат сладководни и морски, като съединяват реки, езера и морета, и са разчетени за различни видове транспортни средства – от малки лодки до огромни транспортни, военни и пътнически кораби. Плавателните канали се разделят на открити и шлюзови. Откритите съединяват водни площи с еднакво ниво на водата, а шлюзовите съединяват водоеми с различно ниво на водата или преодоляват препятствия като например планини. От откритите канали най-известни са Суецкият и Коринтският канал, но много по-голям брой са шлюзовите канали. При тях корабите могат да се повдигат от ниските участъци към високите и обратно. Най-известните шлюзови канали са Панамският и Килският канал. От своя страна пресноводните канали се разделят на транзитни (съединяващи няколко водоема), водоразделни (свързват водоемите на две реки), обходни и съединяващи.
Гребните канали са специализирани спортни съоръжения, изграждани в близост до водни източници и използвани за състезания с различни видове спортни лодки. В България гребният канал в Пловдив с дължина 2,2 km, ширчина 120 m и дълбина 3 m е едно от най-добрите спортни съоръжения на Балканите от този вид.

## Характеристики
Главна характеристика на каналите е формата и размера на напречното сечение на канала. Формата на каналите е най-разнообразна. Най-често се използва трапецовидната форма. Освен това сечението може да бъде правоъгълно, полукръгло, параболично или комбинация от различни форми.
| Трапецовидно | Полигонално | Правоъгълно | Полукръгло |
| ------------ | ----------- | ----------- | ---------- |
|              |             |             |            |

Наклонът на стените n се определя с израза
{\displaystyle n=\mathrm {ctg} \,\alpha =a/h,}
и зависи от вида на почвата, през която преминава каналът. При скалистите места наклонът е близък до нула, а при песъчливите почви може да достигне 3 – 3,5. Използването на укрепване на бреговете и дъното позволява да се направи необходимият наклон.
Основна характеристика на всеки канал или система от канали са максималните размери на корабите, които могат да преминават през него.
Вътрешните канали често пъти се обслужват от кораби и лодки, които са специално построени с подходящи за тази цел размери. Пример за това са британските тесни и дълги лодки (английски narrowboat) с дължина до 22 m и широчина до 2,13 m. В този случай определящ фактор за максималните размери са размерите на шлюзовете. Тези размери са и определящ фактор за най-големите кораби, които могат да преминават през Панамския канал, където кораби с размери Panamax са ограничени до 294,1 m и от 32,3 m широчина. При Суецкия канал, който няма шлюзове, определящ фактор е дълбочината на газене, която е ограничена до 16 m. Много канали имат и ограничения свързани с височината за преминаване под мостове и през тунели.

### Загуба на вода
Загубите на вода в каналите основно са причинени от изпаряването на вода от повърхността на откритите канали и от просмукването на вода в почвата. При това загубите от изпарение са доста по-малки от загубите от просмукването в почвата, които могат да достигнат стойности, които силно да намалят ефективността на каналната система. Освен това просмукването на вода в почвата около канала може да доведе до заблатяване на местността, а при меки насипни почви – до деформация на канала и разрушаване на съоръженията. При планински условия това може да доведе до разрушения и свлачища.
| Без подпиране в необлицован канал                                                                                                 | С подпиране в необлицован канал | Без подпиране в облицован канал | С подпиране в облицован канал |
| --- | ------------------------------- | ------------------------------- | ----------------------------- |
| |                                 |                                 |                               |
| 1 – начално ниво на подпочвените води 2 – граница на разтичане 3 – фронт на движението на зоната на омокряне 4 – поток на капките |                                 |                                 |                               |

Различават се два вида просмукване: свободно и с подпиране. При несвободното просмукване с подпиране, водата при просмукването си се подпира от подпочвените води и се ограничава от тях.

## Исторически сведения

### Древност и античност
Най-старите известни напоителни канали са изградени в Месопотамия около 4000 г. пр.н.е. По времето на Индската цивилизация в днешните Пакистан и Северна Индия в периода около 2600 г. пр.н.е. са изградени забележителни напоителни канали и водохранилища. Сведенията за първите канали са от около 2300 г. пр.н.е. при управлението на Мерира Пиопи I. Тогава е изграден страничен канал на Нил, който да заобиколи един от бързеите на реката близо до Асуан.
В древен Китай плаването по междуречни канали започва в периода 481 – 221 г. пр.н.е., като най-дългият известен канал от онова време е Хонг Гоу (известен като Каналът на дивата гъска). Той е описан от древнокитайския историк Сима Циен и според него е свързвал древните китайски държави Сонг, Джан, Чен, Кай, Цао и Вей. Далеч по-дълъг е каналът, наречен Велик китайски канал, който и днес продължава да е най-дългият канал в света. Той е дълъг 1794 km и е изграден от император Ян като транспортна връзка между Пекин и Ханджоу. Строежът му започва през 605 г. и завършва през 609 г., като за прокарването му са използвани и стари напоителни канали, съществували още преди стотици години, като най-старият от тях датира от 486 г. пр.н.е. В най-тесните си участъци, преминаващи през населени места, каналът е широк не по-малко от 30 m.
Древногръцките инженери първи използват шлюзове при строежа на канали, които да регулират водното течение. Първите опити за прилагането им са от древния египетски канал между Нил и Червено море.

### През Средновековието
През средните векове водният транспорт се превръща в евтин и бърз начин за извършване на търговия. Причината за това е, че след краха на Римската империя пътищата са неподдържани и в твърде лошо състояние, а посредством водния транспорт превозваните товари могат да бъдат и в по-големи количества. Първият изкуствен канал в християнска Европа е Fossa Carolina, построен в края на 8 век под личното ръководство на Карл Велики. По-трайно и икономически по-ефективно се оказало изграждането на италианския канал Naviglio Grande, построен между 1127 и 1257 г. По-късно канали са изградени и в Нидерландия и Фландрия с цел отводняване на полдерите и подобряване на търговията.
Строежът на канали преживява нов подем през 12 век поради бурното развитие на търговията. Речното корабоплаване се подобрява рязко с въвеждането на една от най-простите системи за регулиране на нивото на водата, наречена „flash lock“ (шлюз с единична преграда). Поради факта, че така се затруднявала работата на мелничарската промишленост, се наложило да се коригират механизмите на пропускане на водата и била въведена нова система с двойна преграда и междинен водоем, наречена („pound lock“). Първата известна е от 10 век в Китай, а в Европа е въведена през 1373 г. във Vreeswijk, Нидерландия. Друго важно развитие настъпва с откриването на съединяващи се под ъгъл шлюзове, преграждащи течението. За първи път такива са изградени в Италия в Бертола да Новате през 16 век. Следващото нововъведение били шлюзовете тип гилотина.
Първият известен канал, който съединява речни долини, разделени с хълмове, е Великият китайски канал. В Европа първият подобен тип канал е изграден в Германия през 1398 г. Първият канал, който използва системата „pound lock“, съединява Лоара със Сена и е изграден през 1683 г., последван от Канал дьо Миди, свързващ Атлантически океан със Средиземно море. За да функционира правилно, са изградени 8 шлюза, 157-метров тунел и три големи акведукта.
Строежът на канали напредва с постоянен темп в Германия през 17-и и 18 век, като се свързват трите големи реки Елба, Одер и Везер. Във Великобритания вероятно първият построен канал е в Ексетър, открит през 1563 г. Най-старият канал, построен за промишлени цели в Северна Америка, е „Mother Brook“ в Дедам, Масачузетс. Той е изграден през 1639 г. с цел осигуряването на вода за задвижването на мелници. В Русия Волго-Балтийския канал е част от националната система от канали в страната. Пуснат е в експлоатация през 1718 г. и свързва Балтийско море с Каспийско, посредством връзката между реките Нева и Волга.

### Индустриална революция
Каналите стават още по-важни с развитието на промишлеността. Най-големият стимул за изграждане на каналната система идва с индустриалната революция и необходимостта от осигуряването на евтин транспорт на големи количества суровини и произведени стоки.
По време на ранната фаза на индустриалната революция в Европа, особено във Великобритания и Ирландия, а по-късно и в нововъзникналите колонии в Северна Америка, изграждането на канали предшества развитието на железниците. След откриването на каналите „Санки“ (1757) и „Бриджуотър“ (1761) цената на въглищата в Ливърпул и Манчестър пада наполовина. Това от своя страна е причината за истинска мания да бъдат изграждани канали във Великобритания. В периода между 1760 и 1820 г. в страната са открити над сто канала.
Освен за нуждите на промишлеността, Кралският военен канал в Ромни Марш е изграден, за да служи като бариера против нашественици и да осигури сигурна защита на британската армия по време на Наполеоновите войни.
Каналът „Блакстоун“ в Масачузетс и Роуд Айлънд изпълнява подобна роля в началото на индустриалната революция в периода между 1828 и 1848 г. Долината Блекстоун се превръща в голям износител на стоки по време на Американската индустриална революция.
Като допълнение на транспортната им функция в някои части от САЩ, предимно на североизток, където има голям брой бързотечащи реки, водната енергия се превръща в основно средство за захранване с енергия на заводите (най-вече текстилни фабрики), особено в периода след Гражданската война в Америка. Като пример за това в Лоуъл, който се смята за „люлката на американската индустриална революция“, са изградени 9,7 km канали, построени от 1790 до 1850 г.

## Състояние днес
Глобалната икономика трудно би могла да бъде представена без глобалния транспорт. Една от най-важните му съставни части е водният транспорт, който осигурява транспортирането на големи количества суровини и готови стоки между различните региони в света. За целта от изключителна важност са големите кораби: танкери, контейнеровози, кораби за насипни товари и други. За тези кораби от значение за глобалната икономика от важно значение са Панамският и Суецкият канали. Размерите на тези канали, т.е. големината на корабите, които могат да преминават през тях, са определящи и за производството на кораби. Тези канали са модернизирани през годините, като при всяка модернизация се увеличават размерите на преминаващите кораби. Изграждането на Никарагуанския канал ще се създаде възможност за още по-големи кораби да преминават паралелно на Панамския канал.
Размерите на каналите са от съществено значение за корабите за военни цели. Големите военноморски флотове се изграждат и с отчитане на възможността за преминаване през каналите.
В Европа, Северна Америка, Китай, Русия са изградени вътрешни плавателни канални системи, които имат отчасти глобално значение, но основно служат за развитието на локалните икономики на страните, въпреки че сухопътният транспорт има много по-голямо значение за тези икономики.

### Мрежа в Европа
В Европа наличието на големи реки плавателни в голяма част от дължината е предпоставка за широкото им използване за плавателни цели.
Една от най-развитите водноканални системи в Европа е тази на Германия. На територията на Германия се намират едни от най-важните изкуствени водни пътища, създадени за подобряване на транспортната инфраструктура. Един от тях е Килският канал, който съединява Балтийско море и Северно море и съкращава с 460 km пътя между Елба и Кил. Има голямо икономическо и стратегическо значение за балтийските държави. Това е най-масово използваният плавателен канал в света. Освен за плавателни цели каналът се използва и за отводняване на близо 1600 km² площи около него. Друг канал, започнат през 1960 г. и завършен окончателно през 1992 г., е каналът Рейн – Майн – Дунав, който съединява Черно море със Северно море и Атлантическия океан. Каналът е оборудван с 16 шлюза; 11 от тях са разположени в басейна на Рейн и осъществяват покачване от ниво 230,9 m до нивото на водораздела 406 m; 5 шлюза са в басейна на Дунав и осъществяват спад от водораздела до 336,2 m.
Каналът Дунав – Черно море (Румъния) е завършен в окончателен вид през 1987 г. Каналът е трети по големина в света след Панамския и Суецкия канали. По обем на извършени изкопни работи заема първо място в света. Независимо от съществуващите мнения, че той е изграден с политически цели, има висока цена и ниска възвръщаемост, този канал, както и изграденият по-късно Канал Дунав - Черно море (Украйна) имат голямо екологично значение. Те заобикалят делтата на река Дунав, която е обявена от ЮНЕСКО за защитена територия и част от световното природно богатство.

### Великобритания
Системата от водни канали на Обединеното кралство представлява една изключително развита система, поддържана и до днес. Историята преминава от използване за поливане и транспорт до превръщането ѝ в основна и важна част от индустриалната революция. Днес основната функция на тази система е за спорт, почивка и удоволствие. Използването на водните канали се увеличава, като изоставени и безстопанствени канални системи се отварят отново, както и се изграждат нови. Пример за това е изграденото модерно съоръжение за свързване на два канала на различна височина чрез Фолкъркското колело. По-голямата част от водните канали в Обединеното кралство се поддържат от Canal & River Trust, като част от каналите са частна собственост.
По-голямата част от каналите на Обединеното кралство могат да пропускат лодки с дължина между 20 и 30 m и се използват основно за почивка.
При увеличаващо се население на света и намаляващи свободни площи все по-трудно става изграждането на нови инфраструктури. За изграждането на оптическа телекомуникационна система е създадено съвместно предприятие (joint venture) между бившата Marconi Company и Canal & River Trust с цел полагане и експлоатация на система, разположена по дъното на водните канали в страната.. Тя има предимство спрямо разположената под земята, защото е предпазена при разкопаване и ремонтни дейности за други цели, както и полагането на кабелите и ремонта им се облекчава при използването на баржи. При това в Обединеното кралство се използва и съществуващото от миналото сервитутно право за използване на водните канали.
Интересен факт е, че през 1889 г. писателят Джеръм К. Джеръм издава пълната със забавни приключения книга Трима в една лодка за пътуване с лодка по Темза. Тази книга става толкова популярна, че след кратко време броят на лодките за разходки се увеличава почти двойно.

### Русия
Изградена е Единна дълбоководна система на европейската част на Русия, която включва:
- река Нева
- Ладожко езеро
- река Свир
- Онежко езеро
- Беломорско-балтийски канал
- Волго-Балтийски канал
- Канал Москва
- река Волга
- река Кама
- Волго-Донски канал
- река Дон
- река Белая.

Чрез тази система от водни канали Москва има връзка с 5 морета – Бяло море, Балтийско море, Каспийско море, Азовско море и Черно море, поради което е наричан град на 5-те морета.
Въпреки че има връзка между Каспийско море и Черно море чрез системата от канали, има предложение за изграждане на директна връзка между двете морета, наречена Евразия (канал) (руски Евразия (канал)) с възможност за преминаване на големи кораби между двете морета.

### България
Мащабите на изгражданите в България водни канали не са толкова внушителни по размери, но през годините са изграждани различни системи с голямо практическо значение. Тези канални системи са свързани основно с производството на електрическа енергия и напояването или най-често и двете. Така например една от първите комплексни системи за производство на електрическа енергия (пусната в експлоатация през 1959 г.), Баташки водносилов път, има водосборна област от събирателни канали и тунели, чиято обща дължина възлиза на 165 km, от които тунели 72 km и 7 бр. дюкери с обща дължина 6450 m. Построени са водоводовите канали и тунели – водовод Бистрица, водовод Равногор, водовод Нова махала, водовод Гашни, водовод Беглика и други по-малки. С тях водата се насочва към язовир Батак, язовир Голям Беглик, язовир Тошков чарк, язовир Беглика, язовир Широка поляна. 
В края на шестдесетте години на двадесети век България е била на трето място в света след САЩ и Япония по броя на изградените язовирни стени. Всички изградени тогава язовирни стени функционират и до днес. Освен големи язовири, в България са построени и много микроязовири. Микроязовирите служат за сезонно или многогодишно регулиране на местния отток. До 1963 г. в България са построени и около 2000 микроязовира, а напояваната само от тях площ достига един милион декара. Общо напояваните земи в България са надминали над 11 милиона декара. За напояването на тези площи са изградени основно широка мрежа от напоителни канали. Няма официални данни колко от тези канали са функционално годни, но драстичното спадане на отчетените напоявани площи е факт. Такива са и оценките дадени в Икономически доклад на БАН за 2016 година: монокултурно земеделие, като се произвеждат само 7% от ябълките, 22% от доматите, 33% от месото и 44% от млякото, необходими за населението на България.

## Екологични проблеми
Екологични проблеми има при всички транспортни съоръжения поради нарушаване на традиционни пътища на миграция, както и създаване на нови транспортни пътища за мигриране на различни нехарактерни животински видове.
- През 1999 г. в Каспийско море през каналната система на Русия се заселват гребенестите [17]. Тяхното размножаване води до съкращаване на числеността на цацата на 60 %[17], което от своя страна води до намаляването на популацията на есетровите риби и каспийския тюлен.

Общо в резултат на корабния транспорт в Каспийско море са проникнали около 60 чужди растителни и животински вида, което е довело до значителни изменения на екосистемата..
- Големи проекти за преобразуване на природата, като изграждането на напоителни канали с отклоняването на по-голямата част от потока на реките като например Сърдаря и Амударя могат да доведат до екологични катастрофи като пресъхването на Аралско море.

## Градове на вода
Каналите са запазена марка на Венеция, като много градове в света, които имат развита канална система са отъждествявани с нея (като например „Северната Венеция“, както често е наричан Санкт Петербург). Този град е построен върху блатисти острови, като сградите са изградени върху дървени стълбове, забити в земята. По този начин на практика не каналите, а сушата е създадена от човека. Венеция е град с дълга история и през 12-век е могъщ град-държава.
Амстердам е построен по подобен начин, като сградите са върху дървени стълбове в основата. Става град около 1300 година.
Други градове с широка мрежа от водни канали са Амерсфорт, Делфт, Докьом, Дордрехт, Утрехт, Лайден, Хертогенбос, Гауда, Леуварден, Харлем и други в Нидерландия; Бруге и Гент в Белгия; Авейро в Португалия; Бирмингам в Англия; Берлин и Хамбург в Германия;Лахор в Пакистан; Санкт Петербург в Русия; Форт Лодърдейл и Кейп Коръл във Флорида.
Ливърпулското пристанище (наречено още Ливерпул – морски и търговски град, на английски: Liverpool Maritime Mercantile City) – е част от град Ливърпул, е включено в списъка на Световното културно наследство на ЮНЕСКО.
- Пресичане на два канала в Амстердам
- Канал „Грибоедев“ в Санкт Петербург, Русия
- Канал в Сет, Франция